# 程萬鍾 (景泰進士)
程萬鍾（1420年—1479年），字廷錫，四川敘州府富順縣人，竈籍，治《易經》。

## 生平
十二月十七日生，行一，由國子生中式四川鄉試第十七名舉人，會試中式第二百七十名。年三十五歲中式景泰五年甲戌科第三甲第一百九十八名進士。

## 家族
曾祖程興祖；祖程文龍；父程瑋；母夏氏。慈侍下，妻葉氏。